# 康麟
康麟（1419年—？），字文瑞，廣東廣州府順德縣人，民籍，明朝政治人物。進士出身。

## 生平
景泰四年廣東鄉試第三名。景泰五年（1454年）聯捷甲戌科會試第二百五十七名，殿試登進士第二甲第六名。

## 家族
曾祖父康直可、祖父康稅德、父亲康妙觀。